# Kai Tak Sportpark
Het Kai Tak Sportpark is een multifunctionele sportaccommodatie in Kowloon, een gebied in Hongkong. 

## Bouw
Het stadion is gebouwd op de locatie waar eerder de Luchthaven Kai Tak lag. Voor de bouw van dit sportpark is ongeveer 28 hectare grond gebruikt. De kosten van de bouw van dit stadion ligt op HK$30 miljard. In december 2018 werd bekendgemaakt dat het stadion gebouwd en ontworpen gaat worden door CTF Services en New World Development. Het bouwen begon op officieel op 23 april 2019. Tussen oktober 2024 en februari 2025 werden alle enkele evenementen in het stadion gehouden. De officiële opening van het stadion was op 1 maart 2025.

## Gebruik
Het stadion wordt verschillende sportactiviteiten gebruikt. Zo worden de Hong Kong Sevens (een rugbytoernooi), de Nationale Spelen van China in 2025 En verder handbal-, voetbal- en atletiekwedstrijden.  
In juni 2025 staat de wedstrijd tussen het voetbalelftal van Hongkong en India gepland in dit stadion. Een kwalificatiewedstrijd voor de Azië Cup.
Er kunnen ook concerten gehouden worden.